# Klin (Widuchowa)
Klin – część wsi Widuchowa w Polsce, położona w województwie świętokrzyskim, w powiecie buskim, w gminie Busko-Zdrój.
W latach 1975–1998 Klin administracyjnie należał do województwa kieleckiego.